# Maria Buchinger
Pour les articles homonymes, voir Buchinger.
Maria Buchinger, née le 21 mai 1916 à Flensburg, en Allgemagne et morte le 12 mars 2010 à Marbella, en Espagne, est connue comme la « Grande Dame du Jeûne ». C’est en 1973, qu’elle ouvrit avec son mari Helmut Wilhelmi la Clinique Buchinger Wilhelmi, à Marbella. 

## Biographie
Maria Buchinger était la fille du fondateur du jeûne thérapeutique, Otto Buchinger. Alors officier sanitaire dans la marine impériale, Otto Buchinger contracta peu avant la fin de la Première Guerre mondiale une amygdalite qui loin de guérir s’accompagna de graves complications, dont une polyarthrite rhumatoïde qui le contraignit à quitter ses fonctions pour invalidité. À la recherche d’un remède ou d’un traitement contre ses maux, il entreprit un jeûne thérapeutique sur les conseils d’un ancien collègue de marine. Après avoir recouvré la santé au bout de trois semaines, il décida de consacrer sa vie au développement méthodique d’une thérapie médicale, centrée sur le jeûne,.
Au demeurant, Maria aussi s’était découvert une réelle passion pour le jeûne. C’est ainsi qu’elle devînt l’assistante de son père, dès 1938, et qu’elle se lança à corps perdu dans l’étude de cette méthode, tout en incarnant les principes paternels.
En 1943, elle épousa Helmut Wilhelmi. Au lendemain de la Seconde Guerre mondiale, en 1953, le couple fonda avec Otto Buchinger la Clinique Buchinger Wilhelmi, à Überlingen, au bord du lac de Constance en Allemagne, une clinique de jeûne thérapeutique qui permit au médecin de transmettre son savoir. Vingt ans plus tard, une seconde clinique ouvrait ses portes, mais cette fois-ci à Marbella, en Espagne.
Ils eurent trois enfants qui, tous, les ont soutenus dans la conduite de l’entreprise familiale sur les deux sites. Composée de 5 petits-enfants, travaillant eux aussi à la Clinique, la quatrième génération est entre-temps fin prête à reprendre le flambeau de l’entreprise familiale,.
Maria passa les dernières années de sa vie à Marbella où elle s’éteignit paisiblement, le 12 mars 2010. En son honneur, sa belle-fille Françoise Wilhelmi de Toledo créa la Maria Buchinger Foundation en 2011, dont elle est toujours la présidente.